# Limnebius conoideus
Limnebius conoideus är en skalbaggsart som beskrevs av Régimbart 1905. Limnebius conoideus ingår i släktet Limnebius och familjen vattenbrynsbaggar. Inga underarter finns listade i Catalogue of Life.